# درهم‌تنیدگی کوانتومی

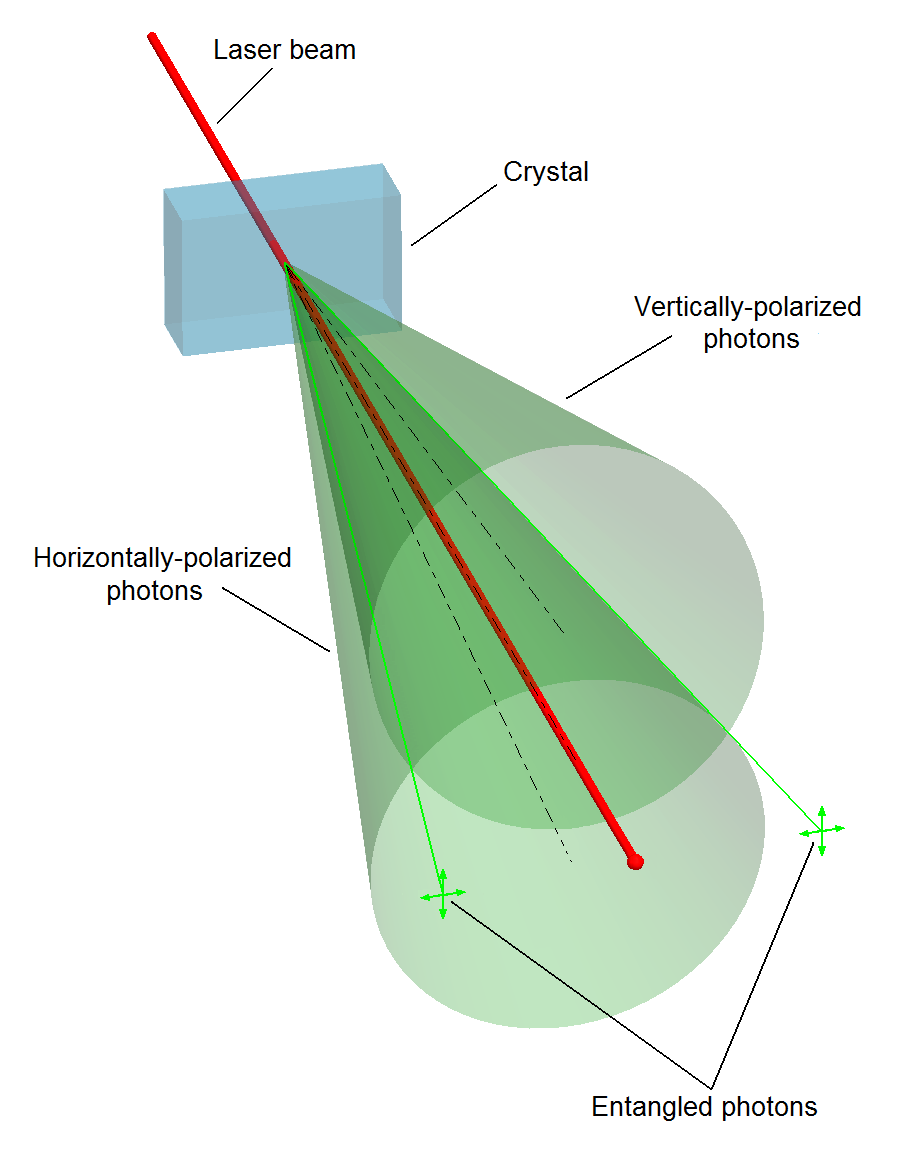
فرآیند تبدیل رو به پایینِ پارامتریِ خودبه‌خودی، قادر به شکاف فوتون‌ها به یک جفت فوتون نوع II است که دارای قطبش متقابلاً متعامد اند.

درهم‌تنیدگی کوانتومی (به انگلیسی: Quantum Entanglement) یا درهم‌تافتگی کوانتومی، یک خاصیت کوانتومی است که دو ذرّه مختلف را به هم مرتبط می‌کند، به طوری که اگر یکی را اندازه‌گیری کنید، به‌طور خودکار و فوراً از وضعیت دیگری هم مطلع می شوید - مهم نیست چقدر از هم فاصله دارند.
درهم‌تنیدگی هنگامی رخ می‌دهد که گروهی از ذرات تولید شده، برهمکنش می‌کنند یا در مجاورت فضایی (مکانی) قرار می‌گیرند، به گونه‌ای که حالت کوانتومی هیچ ذرّه درون گروه را نتوان به‌طور مستقل از حالت سایر ذرّات توصیف نمود. این حالت وقتی که ذرّات در فاصله زیاد از یکدیگر قرار داشته باشند نیز رخ می‌دهد. موضوع درهم‌تنیدگی کوانتومی در قلب ناهم‌خوانی بین فیزیک کلاسیک و کوانتومی قرار دارد: درهم‌تنیدگی یکی از ویژگی‌های اصلی مکانیک کوانتومی است که مکانیک کلاسیک فاقد آن می‌باشد.
در مواردی، اندازه‌گیری‌های خواص فیزیکی چون مکان، تکانه، اسپین و قطبش، روی ذرّات درهم‌تنیده کاملاً با هم همبستگی دارند. به عنوان مثال، اگر یک جفت از ذرّات درهم‌تنیده تولیدشوند، چنان‌که اسپین کل آن‌ها صفر باشد و یکی از آن‌ها اسپین ساعت‌گرد حول محور اول داشته باشد، آنگاه اگر اسپین ذرّه دیگر را روی همان محور اندازه بگیریم، پادساعت‌گرد خواهد بود. اما این رفتار منجر به اثرات به ظاهر متناقضی می‌گردد: هرگونه اندازه‌گیری خواص ذره منجر به فروپاشی بی‌بازگشت تابع موج آن ذره شده و حالت کوانتومی اصلی را تغییر می‌دهد. چنین اندازه‌گیری‌هایی روی ذرات درهم‌تنیده، کل دستگاه درهم‌تنیده‌شان را تحت تأثیر قرار می‌دهد.
چنین پدیده‌هایی موضوع مقاله ۱۹۳۵ میلادی بودند که توسط آلبرت اینشتین، بوریس پودولسکی و نیتان روزن نوشته شد، همچنین این پدیده‌ها موضوع مقالات متعددی بود که مدت کوتاهی پس از آن توسط اروین شرودینگر نوشته شدند و به توصیف چیزی پرداخت که بعدها به پارادوکس EPR معروف شد. اینشتین و دیگران، چنین رفتاری را غیرممکن برشمرده و آن را در تضاد با دیدگاه واقعیت‌گرایانه (رئالیسم) موضعی، نسبت به علیت دانسته (اینشتین از آن به عنوان «کنش شبح‌ وار از راه دور» یاد می‌کرد) و از این رو استدلال می‌کردند که لزوماً باید فرمولاسیون پذیرفته‌شده در مکانیک کوانتومی ناقص باشد.
با این حال، بعدها، پیش‌بینی‌های ضدشهودی مکانیک کوانتومی، در آزمایش‌هایی که قطبش یا اسپین ذرات درهم‌تنیده در موقعیت‌های جدا از هم اندازه‌گیری شدند، تأیید شده و به این طریق نابرابری بل را نقض کردند. در آزمایش‌های قبل‌تر، امکان رد کردن این حقیقت وجود نداشت که: نتایج یک نقطه، کمی به نقاط دورتر انتقال یافته باشند و ازین رو خروجی مکان ثانویه را تحت تأثیر قرار داده باشند. با این حال، آزمایش‌های بل که اصطلاحاً به آن‌ها «بدون-گریزگاه»  گفته می‌شود، صورت پذیرفت، در این آزمایش‌ها، فاصله‌ها به میزان کافی طولانی بودند، به گونه‌ای که ارتباط نوری بین این مکان‌ها از نظر زمانی بیشتر طول می‌کشیدند، حتی در یک مورد ارتباط نوری ۱۰ هزار مرتبه طولانی‌تر از فاصله زمانی اندازه‌گیری شده بود.
براساس برخی از تفاسیر مکانیک کوانتومی، اثر یک اندازه‌گیری، به‌طور آنی ظهور پیدا می‌کند. سایر تفاسیری که فروپاشی تابع موج را به رسمیت نمی‌شناسند، این که چنین اندازه‌گیری‌هایی اصلاً اثری داشته باشند را به چالش می‌کشند. با این حال، تمام تفاسیر بر سر این نکته توافق نظر دارند که: درهم‌تنیدگی موجب ایجاد همبستگی بین اندازه‌گیری‌ها شده و اطلاعات متقابل به دست آمده بین ذرات درهم‌تنیده را می‌توان مورد بهره‌برداری قرار داد، اما هرگونه انتقال سریع‌تر از نور اطلاعات غیرممکن است.
درهم‌تنیدگی کوانتومی به‌طور تجربی روی این موارد نشان داده شده: فوتون‌ها، نوترینوها، الکترون‌ها، مولکول‌هایی به بزرگی باکی‌بال‌ها و حتی الماس‌های کوچک. به کار بردن درهم‌تنیدگی در ارتباطات، محاسبات و رادارهای کوانتومی، حوزه بسیار فعالی در تحقیق و توسعه می‌باشد.

## تاریخچه

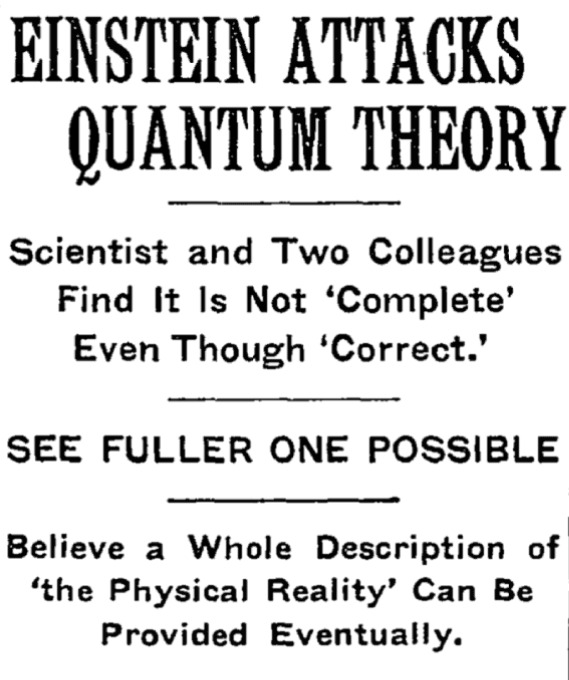
تیتر روزنامه نیویورک تایمز در تاریخ ۴ می سال ۱۹۳۵ میلادی، مربوط به مقاله پارادوکس EPR.

پیش‌بینی‌های مکانیک کوانتومی در مورد سامانه‌های قویاً همبسته، اولین بار در ۱۹۳۵ میلادی توسط آلبرت اینشتین، در مقاله مشترکی با بوریس پودولسکی و نیتان روزن مورد بحث قرار گرفت. این سه نفر در این مطالعه، پارادوکس EPR را فرموله بندی کردند، این پارادوکس، آزمایش فکری بود که تلاش داشت نشان دهد «توصیف مکانیک کوانتومی از واقعیت فیزیکی که توسط توابع موج ارائه شده کامل نیست». با این حال، این سه دانشمند اصطلاح درهم‌تنیدگی را ابداع نکردند، همچنین آن‌ها نبودند که خواص حالت مدنظرشان را تعمیم دادند. پس از مقاله EPR، اروین شرودینگر نامه‌ای به زبان آلمانی به اینشتین نوشت که در آن واژه Verschränkung را به کار برده بود، «تا همبستگی بین دو ذره‌ای که همچون آزمایش EPR با هم برهمکنش دارند و سپس جدا می‌شوند را توصیف کند».
مدت کوتاهی پس از آن، شرودینگر مقاله مهمی منتشر کرد و در آن در مورد مفهوم «درهم‌تنیدگی» بحث کرد. او در آن مقاله، اهمیت این مفهوم را درک کرده و بیان نمود: «من [درهم‌تنیدگی] را یک ویژگی مشخصه از مکانیک کوانتومی نمی‌نامم، بلکه آن را ویژگی مشخصه مکانیک کوانتومی می‌نامم، ویژگی‌ای که آن را به‌طور کامل از خطوط فکری کلاسیک جدا می‌سازد». شرودینگر نیز همچون اینشتین نسبت به مفهوم درهم‌تنیدگی رضایت خاطر نداشت، چون به نظر می‌رسید که حد سرعت انتقال اطلاعاتی که به‌طور ضمنی در نظریه نسبیت قید شده‌است را نقض می‌کند. اینشتین بعدها در قول معروفی درهم‌تنیدگی را با عبارت «spukhafte Fernwirkung»‏ یا «spooky action at distance» یا «کنش ترسناک از راه دور» به سخره گرفت.
مقاله EPR علاقه‌مندی شدیدی را بین فیزیکدانان به‌وجود آورد که موجبات بحث پیرامون بنیان‌های مکانیک کوانتومی را فراهم نمود (شاید یکی از معروف ترینشان، تفسیر بوهمی از مکانیک کوانتومی باشد)، اما اثر آن بر روی انتشار آثار علمی دیگر نسبتاً اندک بود. با وجود این موج علاقه‌مندی، نقطه ضعف استدلال EPR تا ۱۹۶۴ میلادی کشف نشد، هنگامی که جان استوارت بل اثبات نمود که فرضیات کلیدی آن‌ها، یعنی اصل جایگزیدگی (یا اصل موضعی)، از نظر ریاضیاتی با پیش‌بینی‌های نظریه کوانتوم ناسازگاری دارد. این اصل توسط EPR به دلیل تفسیر متغیرهای پنهان از مکانیک کوانتومی به کار رفته بود.
به‌خصوص بل حد بالایی که در نابرابری بل مشاهده می‌شود را برقرار ساخت. این حد بالایی مربوط به قدرت همبستگی‌های ناشی از هرنوع نظریه‌ای است که از واقعیت‌گرایی موضعی تبعیت می‌کند. همچنین او نشان داد که نظریه کوانتومی نقض این حد را برای برخی از سامانه‌های درهم‌تنیده پیش‌بینی می‌کند. نامساوی او به صورت تجربی قابل آزمودن است و چندین آزمایش مرتبط با آن صورت پذیرفته که کارهای استوارت فریدمن و جان کلوسر در ۱۹۷۲ میلادی و کارهای آلن اسپه در ۱۹۸۲ میلادی جزو اولینشان است. یکی دیگر از اولین موفقیت‌های تجربی ناشی از کارهای کارل کوچر است، او پیش از این هم در ۱۹۶۷ میلادی دستگاهی را رونمایی کرد که دو فوتون را پشت سر هم از یک اتم کلسیم منتشر ساخته و نشان‌داده شد که این دو نسبت به هم درهم‌تنیده‌اند. این آزمایش، اولین مورد از درهم‌تنیدگی نور مرئی بود. این دو فوتون به صورت قطری از قطبنده‌های موازی عبور می‌کردند که احتمال بالاتری نسبت به پیش‌بینی‌کلاسیک داشتند، اما همبستگی کمیشان در توافق با محاسبات مکانیک کوانتومی بود. همچنین او نشان داد که همبستگی این دو تنها به نسبت مربع کسینوس زاویه بین چینش قطبنده‌ها بستگی داشته و به صورت نمایی وابسته به تأخیر زمانی بین انتشار فوتون‌ها است. فریدمن و کلوسر دستگاه کوچر را مجهز به قطبنده‌های بهتری کردند و توانستند وابستگی به مربع کسینوس را تأیید کرده و از آن جهت اثبات نقض نابرابری بل برای مجموعه زوایای ثابت استفاده کنند. نشان داده شده که تمام این آزمایش‌ها در توافق و سازگاری با مکانیک کوانتومی بوده و با اصل واقع‌گرایی موضعی (یا جایگزیده) در توافق نیست.
در طول دهه‌ها، افراد مختلف، هرکدام حداقل یک گریزگاه یافته‌اند که از طریق آن درست بودن نتایج را زیر سؤال ببرد. با این حال در ۲۰۱۵ میلادی آزمایشی انجام شد که همزمان گریزگاه‌های مربوط به تشخیص و جایگزیدگی را بست و بدان «بدون گریزگاه» گفته شد؛ این آزمایش دسته بزرگی از نظریات واقع‌گرایانه موضعی را با قطعیت رد کرد. آلن اسپه خاطرنشان می‌سازد که «گریزگاه مستقل از چینش»، که او از آن به بعید یاد می‌کرد، هنوز «گریزگاه باقی‌مانده» ای است که «نمی‌توان از آن اجتناب نمود». و باید بسته شود. گریزگاه اختیاری/ابرقطعیت‌گرایی غیرقابل بستن است؛ همچنین او گفت: «نمی‌توان گفت که هیچ آزمایشی، هرچقدر هم ایده‌آل باشد، کاملاً بدون گریزگاه است».
کارهای بل، امکان استفاده از این همبستگی‌های ابر-قوی را به عنوان منبعی جهت ارتباطات فراهم نمود. کارهای او منجر به کشف پروتکل‌های توزیع کلید کوانتومی در ۱۹۸۴ میلادی شد که معروف‌ترینشان BB84 توسط چارلز اچ. بنت و گیلز برسارد و E91 توسط آرتور اکرت بود. اگرچه که BB84 از درهم‌تنیدگی استفاده نمی‌کند، اما پروتکل اکرت از نقض نابرابری بل به عنوان اثبات امن بودن این پروتکل استفاده میکند.

## چیستی
بر اساس تفسیر کُپِنهاگی از مکانیک کوانتومی، حالت دو ذره جفت شده تا زمان مشاهده نامعین باقی می‌ماند. با انجام اندازه‌گیری یکی از کمیت‌های جفت شده ذره اول معین می‌شود، این امر موجب می‌شود بی‌درنگ مقدار متناظر در ذره دوم مشخص گردد. به عبارت دیگر اگر دو سیستم یک بار با هم اندرکنش داشته و سپس از هم جدا شوند، اندازه‌گیری روی یکی از آن‌ها تأثیری آنی در حالت دیگری ایجاد می‌کند، حتی اگر این دو ذره خیلی از هم دور شده باشند. به‌طور مثال با مشخص شدن اینکه اسپین یکی از ذرات بالا است، اسپین ذره دوم بی‌درنگ به حالت پایین می‌رود. ارتباط دو ذره توسط این پدیده تا امروز در فواصل چند ده متر (در آزمایشگاه) تا صدها کیلومتر آزموده شده است.

## پیوندهای مرتبط
- آزمایش‌های فکری اینشتین
- همدوسی
- رایانش کوانتومی
- شبکه کوانتومی
- دورنوردی کوانتومی
- علیت معکوس
- جان کلایو وارد